# Concerto héroïque
Le Concerto héroïque (ou Concierto heroico) est un concerto pour piano et orchestre écrit par Joaquín Rodrigo entre 1935 et 1942.
Il s'agit d'une commande du pianiste Leopoldo Querol. Il en donne la première exécution le 3 avril 1943 au théâtre São Carlos de Lisbonne avec l'orchestre national d'Espagne sous la direction d'Ernesto Halffter.
Son écriture se fait en deux temps : Rodrigo écrit d'abord en 1935 les deux premiers mouvements, délaisse la partition et ne la termine qu'en 1942. Le côté héroïque est donné par le rythme martial du premier mouvement avec de nombreux appels de fanfare. Ce caractère presque militaire, associé à l'époque (le franquisme), a fait étiqueté hâtivement le musicien comme pro-Franco, même s'il a nié le fait par la suite.
L'œuvre comporte quatre mouvements et son exécution demande environ 30 minutes.
- Allegro con brio
- Scherzo (Allegro molto ritmico)
- Largo
- Allegro maestoso

Le pianiste Joaquín Achúcarro obtient l'accord du compositeur pour réviser le concerto en vue d'un enregistrement pour Sony Classical. Publiée en 1995, la révision diminue l'importance du piano en élaguant deux cadences virtuoses.